# Bohuslav Tablic
Bohuslav Tablic, také Bohuslav Tablicz či Bohuslav Tablitz (5. září/6. září 1769, České Brezovo – 21. ledna/23. ledna 1832, Kostolné Moravce, dnes část Hontianských Moravec) byl slovenský básník píšící česky, literární historik, překladatel a evangelický farář, představitel osvícenského klasicismu. Za vydáním jeho děl stál Martin Hamuljak. Jeho básně byly publikovány i v puchmajerovských almanaších.
Ve sbírce Poezye vydal i svůj český překlad monologu Být, nebo nebýt z Shakespearova Hamleta, jedná se o první veršovanou ukázku v češtině přeloženou pravděpodobně přímo z originálu.

## Život
Narodil se jako syn učitele na evangelické škole. V letech 1781 – 1783 studoval na gymnáziu v Dobšiné. Roku 1783 byl zapsán na prestižní bratislavské evangelické lyceum, na kterém studoval v letech 1793 – 1789. V letech 1790 – 1792 studoval studoval filozofii, teologii, medicínu, angličtinu a francouzštinu na univerzitě v Jeně, kde byl žákem Friedricha Schillera. V Jeně založil společně s Jurajem Palkovičem učenou společnost Societas slavica Na kněze byl vysvěcen v roce 1793. V roce 1810 v Banské Štiavnici založil Učenou společnost baňského okolí.
Literatuře se věnoval již během studií v Jeně. Psal básně a knihy s výchovným zaměřením; překládal z němčiny, angličtiny a maďarštiny. 

## Díla
- Kniha o moudrém vychování dítek (1786)
- Kniha zpovědní (1800)
- Zuzana Babylonská (1803)
- Poezye (1806–1812)
- Anglické múzy v česko-slovenském oděvu (1831)
- Nicolas Boileau Umění básnířské (1832), překlad[7]
- Pamäti česko-slovenských básnikov alebo veršovcov[8]